# Écury-sur-Coole
Écury-sur-Coole è un comune francese di 474 abitanti situato nel dipartimento della Marna nella regione del Grand Est.

## Società

### Evoluzione demografica
Abitanti censiti